# Lymantria attantica
Lymantria attantica är en fjärilsart som beskrevs av Jules Pièrre Rambur 1842. Lymantria attantica ingår i släktet Lymantria och familjen tofsspinnare. Inga underarter finns listade i Catalogue of Life.